# Schmaleck
Das Schmaleck ist ein 1288 m ü. NHN hoher Berg im Südschwarzwald in Baden-Württemberg. Er liegt auf dem Gebiet der Gemeinde Oberried (Landkreis Breisgau-Hochschwarzwald) rund 16 km südöstlich von Freiburg im Breisgau und 2 km westlich des Feldbergs, des höchsten Berges im Schwarzwald.

## Lage und Charakteristik
Das Schmaleck ist ein Nebengipfel des südlich benachbarten Stübenwasen (1388,8 m ü. NHN) und ragt als schmaler Bergkamm von Süden in das St. Wilhelmer Tal hinein. Es wird begrenzt von den großen Karen Wittenbach im Westen und Napf im Osten. Die markanteste Stelle der Bergsilhouette ist nicht der unscheinbare Gipfelpunkt, sondern die über 50 Meter hohe Klippe am Nordende der Kammlinie, die sich bis dort auf eine Höhe von etwa 1250 m ü. NHN senkt. Der 300 Meter tief abfallende Steilhang zum Napf, die Farrenhalde, ist ebenfalls von Felswänden durchsetzt.
Aufgebaut ist der Berg im Wesentlichen aus Migmatiten und Paragneisen, die teilweise sehr stark umgeschmolzen worden sind (Anatexis). Am Nordhang sind Seitenmoränen der kaltzeitlichen Vergletscherungen erhalten.
Das Schmaleck ist zum weniger steilen Westhang hin vor allem von Fichten bestanden, kleinflächig kommen aber auch Hochlagen-Buchenwälder vor. Für den felsdurchsetzten steilen Osthang wie auch den Nordhang sind strukturreiche Althölzer mit viel Totholz typisch.

## Naturschutz
Die natürliche Vegetation eines hochmontanen Fichten-Tannen-Buchenwaldes ist noch großflächig erhalten, außerhalb der Steillagen jedoch weitgehend Fichtenforsten gewichen. 
Das Schmaleck liegt im Naturschutzgebiet Feldberg. Die Felshänge des Ostabfalls sind bereits seit 1970 als Bannwald Napf ein forstliches Totalreservat.

## Verkehr und Tourismus
Der Kamm des Schmalecks ist fußläufig über Forstwege von Wittenbach und vom Stübenwasen her erreichbar. Der felsige Ostabsturz war ursprünglich im Zuge des Alpinen Pfades bis zum Schmaleck erwanderbar. Die Südwesthälfte des Steiges ist jedoch aus Naturschutzgründen gesperrt worden und teilweise kaum noch erkennbar.